# Krachia guernei
Krachia guernei là một loài ốc biển, động vật chân bụng trong họ Cerithiopsidae, được tìm thấy ở các vùng nước thuộc châu Âu. Nó được mô tả bởi Dautzenberg and Fischer H., năm 1896.